# Кенсінгтон (Міннесота)
Кенсінгтон (англ. Kensington) — місто (англ. city) в США, в окрузі Дуглас штату Міннесота. Населення — 266 осіб (2020).

## Географія
Кенсінгтон розташований за координатами 45°46′42″ пн. ш. 95°41′49″ зх. д. / 45.77833° пн. ш. 95.69694° зх. д. (45.778223, -95.696955).  За даними Бюро перепису населення США в 2010 році місто мало площу 0,94 км², уся площа — суходіл.

## Демографія
Згідно з переписом 2010 року, у місті мешкали 292 особи в 137 домогосподарствах у складі 75 родин. Густота населення становила 311 особа/км².  Було 147 помешкань (156/км²).
Расовий склад населення:
| - 96,9 % — білих - 1,0 % — корінних американців - 0,3 % — чорних або афроамериканців |

До двох чи більше рас належало 1,4 %. Частка іспаномовних становила 2,7 % від усіх жителів.
За віковим діапазоном населення розподілялося таким чином: 20,2 % — особи молодші 18 років, 62,3 % — особи у віці 18—64 років, 17,5 % — особи у віці 65 років та старші. Медіана віку мешканця становила 40,3 року. На 100 осіб жіночої статі у місті припадало 101,4 чоловіків;  на 100 жінок у віці від 18 років та старших — 108,0 чоловіків також старших 18 років.
Середній дохід на одне домашнє господарство  становив 44 478 доларів США (медіана — 34 375), а середній дохід на одну сім'ю — 52 857 доларів (медіана — 45 500). За межею бідності перебувало 13,0 % осіб, у тому числі 23,9 % дітей у віці до 18 років та 17,1 % осіб у віці 65 років та старших.
Цивільне працевлаштоване населення становило 163 особи. Основні галузі зайнятості: виробництво — 29,4 %, освіта, охорона здоров'я та соціальна допомога — 16,0 %, мистецтво, розваги та відпочинок — 14,7 %.